# Grégoire Louis Domeny de Rienzi
Grégoire Louis Domeny de Rienzi (Cavaillon, 30 mars 1789 - Versailles, 30 septembre 1843) est un voyageur français. 

## Biographie
Descendant de Cola di Rienzo, Louis Domeny de Rienzi voyage avant 1809 avec un compagnon grec, Ariston Telesphore, en Italie, en Afrique du Nord, dans l'Asie Mineure et en Syrie. À son retour en 1809, il entre dans l'armée et devient capitaine (1814) lors des campagnes napoléoniennes.
Après un voyage dans le Caucase, il participe ensuite à la guerre d'indépendance grecque et prend part aux sièges d'Athènes et de Missolonghi avec le grade de Général d'artillerie (1822). Après la guerre, il visite l'Égypte, l'Abyssinie, l'Arabie, l'Hindoustan, les Indes néerlandaises et la Chine ainsi que, selon lui, la Papouasie et les Carolines occidentales. Il rassemble alors d'importantes collections botaniques, zoologiques et ethnographiques puis, en 1829, s’embarque sur le O Dourado, un navire portugais, de Canton, à destination de l'Europe. Malheureusement, le navire fait naufrage et il perd tout le fruit de son travail. 
Parvenu à l'île Bourbon et apprenant les événements de la révolution de 1830, il se fait élire député des Noirs de l'île. On lui doit alors un traité en faveur des hommes de couleurs. 
En août 1831, il revient à Paris où il se fait connaître à la Société de géographie et à la Société asiatique de Paris et de Bombay, par des polémiques avec Champollion. Membre de l'Académie de France et d'Italie, de l'Institut historique de France, de la Société de statistique universelle, il étudie les hiéroglyphes et les inscriptions cunéiformes de Rome, d'Arménie et de Syrie.
En 1833, il fait parvenir au ministère de la Marine un mémoire prônant le développement d'une politique française dans le Pacifique. Il est ainsi un des promoteurs du lobby océanien en France. 
L'éditeur Firmin Didot l'engage en 1834 pour rédiger les volumes consacrés à l'Océanie pour sa collection L'Univers. Rienzi demande alors à Jules Dumont d'Urville de s'occuper de la partie Polynésie mais celui-ci décline l'offre et lui écrit qu'il le juge, en raison des entretiens qu'ils ont eu, autant apte que lui à ce travail. 
L'ouvrage en trois volumes paraît en 1836-1837 sous le titre Océanie ou cinquième partie du monde, revue géographique et ethnographique de la Malaisie, de la Micronésie, de la Polynésie et de la Mélanésie, accompagné de trois cents lithographies de l'auteur. Il s'agit d'une compilation des voyages de Cook et de Bougainville complétée par ceux de Rienzi lui-même. Numa Broc écrit : « [...] compilation assez réussie [...]. L'ouvrage, comme tous ceux de la collection L'Univers, fait plus de place à l'histoire qu'à la géographie. Si la flore et la faune exotiques ne sont pas négligées, l'auteur s’intéresse surtout aux mœurs des indigènes... ».
Ouvrage de référence durant plusieurs décennies, malgré quelques faits datés comme la proposition d'appeler les australiens pithécomorphes (hommes à formes de singes), L'Océanie a connu des traductions dans plusieurs langues comme en italien ou en allemand et fut intégralement réimprimé en 1872. 
Louis Domeny de Rienzi s'est suicidé à l’hospice de Versailles en 1843. Sébastien Rhéal dans La Tribune Indépendante de mars 1844, précise : « s'est tué d'un coup de pistolet au milieu des beaux ombrages du parc de Versailles, et l'hospice a seul recueilli ses derniers soupirs froidement enregistrés dans les colonnes de vos journaux. »
En outre de ses voyages, on lui doit aussi quelques partitions musicales et des poésies.

## Œuvres
- Tableau de la France, telle qu'elle a été, telle qu'elle est, telle qu'elle peut être, ou Aperçu politique et impartial sur sa restauration, 1814
- Fragment d'un voyage dans le Caucase, 1819
- Essai de statistique de la Chine, 1831
- Océanie ou cinquième partie du monde, revue géographique et ethnographique de la Malaisie, de la Micronésie, de la Polynésie et de la Mélanésie, 1836-1837
- Dictionnaire usuel et scientifique de géographie, 1845